# Либенвальде
Либенвальде (нем. Liebenwalde) — город в Германии, в земле Бранденбург.
Входит в состав района Верхний Хафель. Население составляет 4334 человека (на 31 декабря 2010 года). Занимает площадь 138,81 км². Официальный код — 12 0 65 193.
Город подразделяется на 6 городских районов.
| Год  | Население |
| ---- | --------- |
| 1990 | 4 997     |
| 1995 | 4 741     |
| 2000 | 4 670     |
| 2005 | 4 582     |
| 2010 | 4 334     |
| 2015 | 4 261     |
| 2020 | 4 368     |

## Галерея
- Dorfkirche Hammer
- Dorfkirche Liebenthal
- Dorfkirche Neuholland
- Kapelle Freienhagen
- Stadtkirche Liebenwalde von Schinkel
- Denkmalgeschütztes Gebäude in der Zehdenicker Straße
- Ратуша
- Langer Trödel